# Торфаван
Торфаван (вірм. Տորֆավան) — село в марзі Гегаркунік, на сході Вірменії. Село розташоване у кількох км на захід від міста Варденіс, біля південно-східного узбережжя озера Севан. Село отримало свою назву завдяки покладам торфу.